# Dúzs
Dúzs è un comune dell'Ungheria centro-meridionale di 276 abitanti (dati 2008). È situato nella contea di Tolna.